# Honkajoki
Honkajoki este o fostă comună din Finlanda.